# 태좌

태좌(胎座, placentation)는 생물학에서 태반의 형성, 종류, 구조, 배치를 의미한다. 태자리로도 부른다. 태좌의 기능은 산모의 세포조직으로부터 영양분, 호흡 기체, 수분을 성장 중인 배에 전달하고 배로부터 폐기물을 제거하는 것이다.

## 식물
속씨식물에서 태좌는 씨방 안에 밑씨가 붙는 것을 말한다. 꽃의 씨방 안의 밑씨는 탯줄과 동일한 역할을 하는 식물의 한 부위인 푸니쿨리(funiculi)를 통해 부착된다.

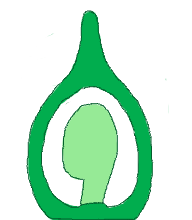
Basal
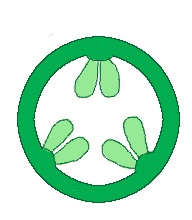
Parietal
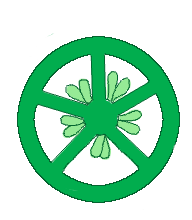
Axile
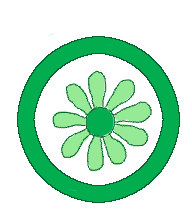
Free central
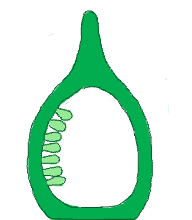
Marginal